# Jessica Gordon Nembhard
Jessica Gordon Nembhard   (Nova York, 3 de juliol de 1956) és una economista política estatunidenca i professora de Justícia Comunitària i Desenvolupament Econòmic Social al departament d'Estudis Africans del John Jay College de la Universitat de la Ciutat de Nova York.
En els seus llibres i articles ha abordat qüestions com ara el planejament urbanístic, l'economia cooperativa i la propietat obrera dels mitjans de producció, la desigualtat econòmica, la distribució de la riquesa, les cooperatives de crèdit, l'alfabetització econòmica popular, la construcció d'actius comunitaris i els enfocaments comunitaris de la justícia.
El maig de 2014, es va publicar Collective Courage: A History of African American Cooperative Economic Thought and Practice de Gordon Nembhard, una crònica de la propietat empresarial cooperativa afroamericana i el seu paper en els moviments socials pels drets civils i els grassroots.

## Obra publicada
- 2014. Collective Courage:  A History of African American Cooperative Economic Thought and Practice. Pennsylvania State University Press.
- 1996. Capital Control, Financial Regulation, and Industrial Policy in South Korea and Brazil. Praeger Publishers.